# カツベン!
『カツベン!』は、2019年12月13日公開の日本映画。監督は周防正行で、『舞妓はレディ』以来5年ぶりとなるオリジナル映画作品。周防監督としては初の、周防自身の脚本ではない作品。成田凌の映画初主演作である。

## 製作
主演には映画初主演となる成田凌、ヒロインには黒島結菜が、男女それぞれ100名を超えるオーディションを行った上で決定された。この2名に決定した理由について、周防は「成田くんは出会った時の素直な雰囲気に加えて、活動弁士として活躍する姿が容易にイメージできた。黒島さんは駆け出しの女優を演じるに相応しい初々しさと可憐さを感じた」と語っている。
主人公の活動弁士を演じる成田は、撮影前に周防とともに講談や浪曲を観賞し、現役の活動弁士（片岡一郎、坂本頼光）から指導を受けた。
両面タンスの引き出しを使ったどつき合い、乱闘の末に壁をぶち抜いてすっ飛ぶアクションなど、サイレント映画時代のドタバタコメディの要素が随所に取り入れられている。
エンドロールには、無声映画の傑作といわれる二川文太郎監督の『雄呂血』（1925年）が使われている。
主題歌「カツベン節」（作詞：片島章三、歌：奥田民生、編曲：周防義和）は、大正時代に流行した俗謡「パイノパイノパイ」（東京節とも）の替え歌である。元々は19世紀アメリカの軍楽隊の楽曲「ジョージア行進曲」（Marching Through Georgia）であり、映画『風と共に去りぬ』（1939年、アメリカ合衆国）にもそのメロディが使用されている。

## 背景
100年前、まだ映画が無声映画であり「活動写真」（シャシン）と呼ばれていた時代、海外においてはチャーリー・チャップリンやバスター・キートンといった人気俳優による作品がオーケストラの生演奏をバックに上映されて人気を博していた。
一方日本では、楽士の奏でる音楽に合わせて、活動弁士（活弁、カツベン）と呼ばれる語りの専門家が、独自の解釈と演じ方で配役のすべての声を担当しつつ、「説明」（ナレーション）を行う形式が主流だった。本作のラストは映画監督稲垣浩（1905年 - 1980年）による以下の言葉で締めくくられる。
人気俳優に匹敵するエンターテイナーであった活動弁士にはそれぞれにファンがついており、人気の活動弁士と契約することは、当時の映画館にとっては死活問題であった。
その後のトーキー映画の登場によって1930年代以降無声映画は徐々に減っていくが、日本では活動弁士による上映形態が人気であったため、戦前まではまだ無声映画も多く公開されていた。

## あらすじ
1915年（大正4年）、関西のとある町で行われた牧野省三監督による「種取り」（活動写真のロケーション撮影）を見物にやってきた地元の少年たちは、撮影に悪戯を仕掛けて警官の木村に追われる。その中に、活動弁士に憧れる染谷俊太郎もいた。俊太郎は巻き添えで一緒に追われた梅子と共に映画に映り込む。活動写真好きで役者に憧れる梅子と俊太郎は仲良くなり、一緒に映画小屋の便所の掃除口から忍び込んで、キャラメルを分け合いながら自分たちが写りこんだ映画と人気弁士山岡秋聲の名調子を堪能する。しかし、次の機会には掃除口が塞がれ、小屋には入れなかった。俊太郎は梅子を前に弁士の声帯模写を演じてみせる。だが、体を売って日銭を稼ぐ母とあちこちを渡り歩く生活だった梅子は引っ越していってしまう。
10年後、俊太郎は、いかさま興行師・安田の元で心ならずもニセ弁士をしていた。弁士として入った巡業映画一座が、実は、映画上映に集まって留守になった家に空き巣に入る窃盗団だったのだ。ある日一座は警察に追われ、俊太郎は偶然大金が入ったトランクを持ったまま一座から逃げ出す。安田と警察の両方に追われる身となったまま、俊太郎は國定忠次からとって「國定俊太郎」と名乗り、映画小屋「青木館」の住み込み雑用係となる。元は由緒ある芝居小屋だった青木館は、隣町にできた「タチバナ館」に楽士を引き抜かれ客を取られ、閑古鳥が鳴いていた。抱えの弁士山岡秋聲は酒浸りの落ち目になっており、看板である人気弁士の茂木が青木館の頼みの綱だった。
ある日、山岡が出番にもかかわらず酔い潰れていたため、俊太郎は代役を申し出て、全盛期の山岡秋聲を見事に再現する。俊太郎は山岡に、人真似ではない語りをするよう叱咤され、「國定天聲」と名乗って、王道の語りはもちろん、つまらない映画もオリジナルの語りでおもしろおかしく見せてしまう芸で人気弁士となる。青木館は再び賑わいを取り戻し、刑事となった木村もやってくるが、目の前の俊太郎が自分が追っているニセ弁士だとは気づかない。
青木館の映像技師の浜本は、フィルムの切れ端を缶に集めて宝物にしており、その中には新進女優の沢井松子のフィルムもあった。それはかつて俊太郎とキャラメルを分け合った梅子の芸名であり、梅子は茂木の力で活動写真に出ることができていたのだった。俊太郎と再会した梅子は、茂木の元から離れて2人で遠くへ行きたいと願う。一方タチバナ館では、安田が働くようになっていた。タチバナ館はヤクザの橘が娘の琴江に運営させている小屋であり、安田は橘の手下だったのだ。青木館の看板弁士となった俊太郎は安田に見つかり、手下に喉を締め上げられてしまい、出番で思うように声が出なくなってしまうが、舞台裏にいた梅子が飛び出し、女優部分の語りを引き受けて俊太郎の窮地を救う。2人は劇中の台詞に乗せて想いを伝え合いながら、絶妙のコンビネーションで見事な語りをつとめあげる。
安田は、俊太郎が持っているはずのトランクを捜すついでに営業妨害のため青木館中を荒らし、フィルムをずたずたにしてしまう。青木館はもはや営業不能かと思われたが、山岡に背中を押された俊太郎は、時代劇、『金色夜叉』、『椿姫』、浜本の宝物のフィルムなどから、使える部分を浜本につなぎ合わせてもらい、オリジナルの映画を作る。俊太郎が天井裏に隠していたトランクは楽士の定夫がこっそり盗み出していたのだが、安田は梅子を人質に取って俊太郎にトランクの引き渡しを迫る。
俊太郎はタチバナ館に監禁された梅子を助け出し、駅で待つように言い残して、最後の上映のために青木館に戻り、つぎはぎの映画と語りで喝采を浴びる。俊太郎の姿を目にした安田が客席から銃を向けるが、山岡がかつての名調子で警官団の声色で撹乱する。そこへ本物の警官である木村が安田を捕らえに現れ、安田は俊太郎がかつてのニセ弁士だと暴露して大乱闘となり、安田の撃った弾が映写室の薬剤に引火して青木館は炎上する。逃げる俊太郎を追う安田、さらにそれを追う木村。安田に追い詰められた俊太郎は弾切れで命拾いするが、木村が追いついてお縄となる。
俊太郎は、駅には行けないことを悟って、かつて知り合った映画監督の二川文太郎に梅子を託していた。梅子は二川の元で本物の映画女優になるため街を去る。一方、すっかり焼け落ちた青木館跡からは、再建に充分な大金が見つかる。俊太郎がトランクから浜本のフィルム缶に移しておいたのだった。
数年後、収監中の俊太郎は、梅子が昔聞きたいと言った『怪盗ジゴマ』の語りを披露して囚人たちの喝采を浴びていた。面会に訪れてその名調子を耳にした梅子は、俊太郎とは会わないまま木戸銭代わりのキャラメルを差し入れて刑務所を後にする。

## 登場人物

### 主要人物
染谷俊太郎（國定天聲）
演 - 成田凌（幼少：牛尾竜威）
主人公。小さい頃から弁士に憧れ、物真似から入って活弁技術を身につけるが、ニセ弁士として窃盗団の片棒を担がされてしまう。
栗原梅子（沢井松子）
演 - 黒島結菜（幼少：藤田りんか）
子供の頃に俊太郎と親しくなり、「沢井松子」の芸名で女優となって再会する。
山岡秋聲
演 - 永瀬正敏
「青木館」所属の活動弁士。かつては「七色の声を持つ」と謳われた名弁士で、俊太郎の憧れだった。映画の作り自体が弁士を必要としないものになってきている時代の流れを感じている。
茂木貴之
演 - 高良健吾
「青木館」所属の看板弁士。女性からの絶大な人気を鼻にかけ、人気弁士となった俊太郎をライバル視する。一方で橘からは移籍が持ちかけられている。
安田虎夫
演 - 音尾琢真
俊太郎をニセ弁士に仕立て、巡業映画一座を装った窃盗団を率いる。のちに橘重蔵の手先として青木館を潰しにかかる。
青木富夫
演 - 竹中直人
映画館「青木館」の館主。青木家の入り婿で、妻豊子には頭が上がらない。
青木豊子
演 - 渡辺えり
青木富夫の妻。「青木館」に誇りを持っている。
浜本祐介
演 - 成河
「青木館」の映像技師。洋の東西を問わずさまざまな映画のフィルムの切れ端が宝物。
橘重蔵
演 - 小日向文世
青木館がある町の隣町一帯を仕切るヤクザの親分であり、シノギの一環として映画館「タチバナ館」を作る。安田を使って商売敵の青木館を潰そうとする。
橘琴江
演 - 井上真央
橘重蔵の娘。「青木館」のライバル映画館である「タチバナ館」を任され、人気弁士である茂木を引き抜こうとする。モガ。
定夫
演 - 徳井優
「青木館」の楽士（三味線）。俊太郎が隠していた金を持ち逃げする。
金造
演 - 田口浩正
「青木館」の楽士（鳴り物）。九州弁を話す。
耕吉
演 - 正名僕蔵
「青木館」の楽士（管楽器）。
内藤四郎
演 - 森田甘路
「青木館」の弁士。師範学校出身で汗っかき。
木村忠義
演 - 竹野内豊
活動写真好きの刑事。大好きな活動写真を利用して悪事を働く者が許せず、安田一座を追い続ける。間の抜けたところがあるが腕は立つ。
梅子の母親
演 - 酒井美紀
体を売りながら町々を渡り歩いて梅子を育てる。
牧野省三
（1878年 - 1929年）
演 - 山本耕史
「日本映画の父」とも呼ばれる、日本映画黎明期を支えた映画監督。俊太郎たちに撮影を邪魔されながらもロケーションを敢行する。
二川文太郎
（1899年 - 1966年）
演 - 池松壮亮
俊太郎の実力を認める映画監督。牧野省三に師事した。

### 劇中無声映画の登場人物
無声映画「南方のロマンス」ヒロイン
演 - シャーロット・ケイト・フォックス
本作のために作られた無声映画『南方のロマンス』のヒロイン。
お宮
演 - 上白石萌音
無声映画『金色夜叉』のヒロイン。
間貫一
演 - 田中偉登
無声映画『金色夜叉』の主人公。
アルマン
演 - 城田優
無声映画『椿姫』の登場人物。
マルギュリット
演 - 草刈民代
無声映画『椿姫』のヒロイン。
お千
演 - 椎名慧都
本作のために作られた無声映画『火車お千』の主人公。

## スタッフ
- 監督：周防正行
- 脚本・監督補：片島章三
- 音楽：周防義和
- エンディング曲：奥田民生「カツベン節」
- 製作：村松秀信、木下直哉、亀山慶二、水野道訓、藤田浩幸、間宮登良松、宮崎伸夫、小形雄二
- 企画：桝井省志
- エグゼクティブプロデューサー：佐々木基
- プロデューサー：天野和人、土本貴生
- アソシエイトプロデューサー：八木征志、堀川慎太郎
- キャスティングプロデューサー：福岡康裕
- 宣伝プロデューサー：寺嶋将吾
- 撮影：藤澤順一
- 照明：長田達也
- 美術：磯田典宏
- 装飾：平井浩一
- 録音：郡弘道
- 編集：菊池純一
- 記録：松澤一美
- 助監督：金田健
- VFXスーパーバイザー：野口光一
- タイトルデザイン：赤松陽構造
- アシスタントプロデューサー：吉野圭一
- プロデューサー補：島根淳
- 活動弁士監修：片岡一郎、坂本頼光
- 特別協力：マツダ映画社
- 助成：文化庁文化芸術振興費補助金（映画創造活動支援事業） 独立行政法人日本芸術文化振興会
- 配給：東映
- 企画・製作プロダクション：アルタミラピクチャーズ
- 製作協力：東映東京撮影所
- 製作：「カツベン!」製作委員会（東映、木下グループ、テレビ朝日、ソニー・ミュージックエンタテインメント、電通、東映ビデオ、朝日新聞社、アルタミラピクチャーズ）

## 受賞歴
- 第43回日本アカデミー賞
  - 優秀監督賞（周防正行）
  - 優秀脚本賞（片島章三）
  - 優秀撮影賞（藤澤順一）
  - 優秀照明賞（長田達也）
  - 優秀音楽賞（周防義和）
  - 優秀美術賞（磯田典宏）
  - 優秀録音賞（郡弘道）
  - 新人俳優賞（黒島結菜）
- 第70回芸術選奨文部科学大臣賞
  - 映画部門（長田達也）[12]